# Campionato europeo di pallanuoto 1985 (femminile)
La I edizione del campionato europeo di pallanuoto femminile è stata disputata dal 12 al 18 agosto 1985 ad Oslo, in Norvegia.
Le otto squadre partecipanti si sono affrontate in un girone unico che ha visto prevalere la nazionale dei Paesi Bassi, vincitrice del primo titolo continentale della storia, davanti a Ungheria e Germania Ovest.

## Risultati
| Data     | Gara           | Gara   | Gara           |
| -------- | -------------- | ------ | -------------- |
| 12-08-85 | Norvegia       | 15 - 3 | Svezia         |
| 12-08-85 | Paesi Bassi    | 26 - 0 | Francia        |
| 12-08-85 | Belgio         | 7 - 7  | Germania Ovest |
| 12-08-85 | Ungheria       | 18 - 5 | Gran Bretagna  |
| 13-08-85 | Paesi Bassi    | 18 - 1 | Belgio         |
| 13-08-85 | Ungheria       | 18 - 1 | Francia        |
| 13-08-85 | Norvegia       | 10 - 4 | Gran Bretagna  |
| 13-08-85 | Germania Ovest | 25 - 6 | Svezia         |
| 14-08-85 | Germania Ovest | 13 - 4 | Gran Bretagna  |
| 14-08-85 | Ungheria       | 10 - 5 | Belgio         |
| 14-08-85 | Norvegia       | 15 - 4 | Francia        |
| 14-08-85 | Paesi Bassi    | 37 - 1 | Svezia         |
| 15-08-85 | Paesi Bassi    | 27 - 6 | Germania       |
| 15-08-85 | Belgio         | 13 - 5 | Svezia         |
| 15-08-85 | Ungheria       | 12 - 5 | Norvegia       |
| 15-08-85 | Gran Bretagna  | 9 - 6  | Francia        |
| 16-08-85 | Germania Ovest | 13 - 5 | Francia        |
| 16-08-85 | Paesi Bassi    | 25 - 0 | Gran Bretagna  |
| 16-08-85 | Norvegia       | 10 - 8 | Belgio         |
| 16-08-85 | Ungheria       | 19 - 1 | Svezia         |
| 17-08-85 | Gran Bretagna  | 9 - 6  | Svezia         |
| 17-08-85 | Ungheria       | 12 - 7 | Germania Ovest |
| 17-08-85 | Paesi Bassi    | 23 - 2 | Norvegia       |
| 17-08-85 | Belgio         | 12 - 4 | Francia        |
| 18-08-85 | Francia        | 9 - 8  | Svezia         |
| 18-08-85 | Belgio         | 12 - 5 | Gran Bretagna  |
| 18-08-85 | Germania Ovest | 12 - 6 | Norvegia       |
| 18-08-85 | Paesi Bassi    | 19 - 4 | Ungheria       |

### Classifica
|    | Squadra        | Punti | G | V | N | P | GF  | GS  | DR   |
| -- | -------------- | ----- | - | - | - | - | --- | --- | ---- |
| 1. | Paesi Bassi    | 14    | 7 | 7 | 0 | 0 | 175 | 14  | +161 |
| 2. | Ungheria       | 12    | 7 | 6 | 0 | 1 | 93  | 43  | +50  |
| 3. | Germania Ovest | 9     | 7 | 4 | 1 | 2 | 83  | 67  | +16  |
| 4. | Norvegia       | 8     | 7 | 4 | 0 | 3 | 63  | 66  | -3   |
| 5. | Belgio         | 7     | 7 | 3 | 1 | 3 | 58  | 59  | -1   |
| 6. | Gran Bretagna  | 4     | 7 | 2 | 0 | 5 | 36  | 90  | -54  |
| 7. | Francia        | 2     | 7 | 1 | 0 | 6 | 29  | 101 | -82  |
| 8. | Svezia         | 0     | 7 | 0 | 0 | 7 | 30  | 127 | -97  |

## Classifica Finale
| Campione d'Europa | Campione d'Europa | Campione d'Europa |
| --- | ----------------- | --- |
| Paesi Bassi van Heemstra · van der Mark · Heljnert · Pesman · Hibbel · van den Heuvel · Bibo · Lindhout · Kranenburg · Libregts · Ossendrijver · Verdam · Walthie, CT: Peter van den Biggelaar |                   | |
| Argento | Ungheria          | UngheriaDancsa · Dénes · Eke · Ernst · Gallov · Huff · Justin · Kertész · Kókai · Miklósfalvi · Orbán · Rafael · Schäffer · Sedlmayer · Várkonyi, CT: János Konrád. |
| Bronzo | Germania Ovest    | |
| 4, | Norvegia          | |
| 5. | Belgio            | |
| 6. | Regno Unito       | |
| 7. | Francia           | |
| 8. | Svezia            | |